# 人形佐七捕物帳 (2016年のテレビドラマ)
『人形佐七捕物帳』（にんぎょうさしちとりものちょう）は、2016年10月4日から2017年3月14日までBSジャパンで第1・第2火曜日（一部異なる）に放送された、横溝正史の同名小説を原作とした要潤の主演によるテレビドラマ。全12話。

## キャスト

### 主要キャスト
- 人形佐七〈30〉（岡っ引き） - 要潤
- お粂〈31〉（佐七の女房） - 矢田亜希子[3]
- 巾着の辰五郎〈26〉（佐七の子分） - 三浦涼介[4]
- うらなりの豆六〈24〉（佐七の子分） - 池田純矢[5]
- 神崎甚五郎〈42〉（与力） - 小木茂光
- 飯屋かっぱの主人　- 田口主将

### ゲスト
第一話「羽子板娘」
- お園（質屋「紅屋」の女将） - 田中美奈子
- 清兵衛（「紅屋」の一番番頭） - 原田龍二
- お組（「紅屋」の娘） - 田中明
- お蝶（小料理屋「辰源」の娘） - 君島光輝
- お蓮（茶屋の娘） - 夏居瑠奈

- お市（小料理屋「辰源」の女中頭） - 渡辺奈緒子

第二話「双葉将棋」
- 弓町の宗達（将棋の家元・兄弟子） - 山中聡
- 駿河台の宗哲（将棋の家元・弟弟子） - 永堀剛敏
- お才（宗哲の妻） - 遊井亮子
- おもと ‐ 橘ゆかり

第三話「角兵衛獅子」
- 喜左衛門（「柳屋」主人） ‐ おかやまはじめ
- お柳（喜左衛門の娘） ‐ 月岡果穂
- おなか（「柳屋」女中） ‐ 氏家恵
- 松原錦之介（旗本） ‐ 白洲迅
- 七兵衛 ‐ 菊池均也

第四話「恋の通し矢」
- 逸見一夢斎 ‐ 真実一路
- 逸見信一郎（一夢斎の息子） ‐ 末原拓馬
- 逸見楓（一夢斎の娘） ‐ 伊藤優衣
- 貝塚喬之助 ‐ 片岡信和
- 東小源太  ‐ 福士誠治
- おきん ‐ 松尾薫

第五話「嘆きの遊女」
- 熊谷武兵衛 ‐ 東幹久
- 留吉（大工） ‐ 金井勇太
- 染五郎（棟梁） ‐ 新井康弘
- お銀（お手伝い） ‐ 上杉奈央

第六話 ｢雷の宿｣
- お国（米屋「俵屋」の娘） - 小松春佳
- 宗七（酒問屋「小松屋」の息子） - 内野謙太
- お夏（芸者） ‐ 佐藤玲
- 米三郎（質屋「銭屋」の息子） ‐ 永瀬匡
- お妻（芸者） ‐ 八木のぞみ

第七話「恩愛の凧」
- 吉五郎（島抜けした重罪人） - 村田雄浩
- いわ（田宮家の後室） - 川上麻衣子
- お仙（吉五郎の元女房） - 雛形あきこ
- 太助（凧職人） - 吉家章人
- 介十郎（吉五郎の兄弟分） - 石田佳央
- 縫之助（旗本田宮家の嫡男） - 岡﨑大和
- 新吉（お仙の男） - 篠原悠伸

第八話「開かずの間」
- 駿河屋源七 - 斉藤佑介
- 喜兵衛 - 大堀こういち
- お福 - 真下有紀
- お竹（遊女） - 蔵下穂波
- お新（遊女） - 増田璃子
- かしく（遊女） - 田中えみ
- お園（遊女） - 黒川智花
- お常（お新の母） - MEGUMI

第九話「蛍屋敷」
- お俊（京造の妾） - 橘美緒
- 京造（和泉屋の主人） - 遠藤雄弥
- お源（和泉屋の後家） - 小柳友貴美
- 七兵衛（自身番） - 菊池均也
- 彦三郎（小間物の行商人） - 宇賀神亮介
- お町（お俊の妹） - 吉田まどか
- 金兵衛（和泉屋の番頭） - 津田寛治

第十話「百物語の夜」
- 篠崎鵬斎（旗本の隠居） - 麿赤兒
- 篠崎光之助（鵬斎の次男） - 大和孔太
- 亀廼家亀次郎（寄席芸人） - 橋本一郎
- 宝井喜三治（戯作者） - 小野ゆたか
- 磯貝秋帆（磯貝道場の剣客） - 寺井文孝
- 薬子（巫女） - 最所美咲
- 小菊（芸者） - 森野美咲
- 綾乃（武家の娘） - 高田夏帆

第十一話「捕物三つ巴」
- 鵜飼高麗十郎（長崎通辞） - 西村雅彦
- 梅鶯（寺の小姓） - 大塚加奈子
- 松鶴（南京手妻一座の花形） - 大塚加奈子
- 竹翠（南京手妻一座の花形） - 大塚加奈子（※ 一人3役）
- 高田新兵衛（与力） - 髙橋洋
- 三次（渡り中間） - 下川真矢
- 源蔵（南京手妻一座の親方） - 山田明郷

第十二話「音羽の猫」
- お銀（旗本の元囲い者） - 南野陽子
- 鳥越の茂平次（岡っ引き） - ダンカン
- 萩原十太夫（お銀の配下の用人） - 青木伸輔
- 伝助（芳太郎の家の家主） - 深沢敦
- お仙（釜屋の女将） - 大島蓉子
- お咲（吉野家の遊女） - 桐嶋美結
- 芳太郎（錺職人・お咲の恋人） - 岩田玲

## スタッフ
- 脚本 - 稲葉一広、穴吹一朗、マキタカズオミ
- 演出 - 村谷嘉則、佐藤さやか、中島良
- 主題歌 - 三浦涼介「JUSTICE〜ただ君のすべてを見つめている」[6]
- 殺陣指導 - 重住綾
- スタジオ - ワープステーション江戸
- 技術協力 - バスク、ジースタッフ
- 照明協力 - ラ・ルーチェ
- CG - スタジオ・バックホーン
- 企画協力 - KADOKAWA
- プロデューサー - 瀧川治水、井口喜一、伊賀宣子
- 製作 - BSジャパン、バンエイト

## 放送日程
初回は2時間スペシャル。
| 話数     | 放送日         | サブタイトル | 脚本                    | 演出       |
| -------- | -------------- | ------------ | ----------------------- | ---------- |
| 第一話   | 2016年10月04日 | 羽子板娘     | 稲葉一広                | 村谷嘉則   |
| 第二話   | 10月11日       | 双葉将棋     | 稲葉一広                | 村谷嘉則   |
| 第三話   | 11月08日       | 角兵衛獅子   | 穴吹一朗                | 佐藤さやか |
| 第四話   | 11月15日       | 恋の通し矢   | 稲葉一広                | 中島良     |
| 第五話   | 12月06日       | 嘆きの遊女   | 稲葉一広                | 村谷嘉則   |
| 第六話   | 12月13日       | 雷の宿       | 稲葉一広                | 村谷嘉則   |
| 第七夜   | 2017年01月01日 | 恩愛の凧     | 穴吹一朗                | 佐藤さやか |
| 第八夜   | 01月10日       | 開かずの間   | 稲葉一広 マキタカズオミ | 佐藤さやか |
| 第九夜   | 02月07日       | 蛍屋敷       | 稲葉一広                | 村谷嘉則   |
| 第十夜   | 02月14日       | 百物語の夜   | マキタカズオミ 稲葉一広 | 中島良     |
| 第十一夜 | 03月07日       | 捕物三つ巴   | 稲葉一広                | 佐藤さやか |
| 第十二夜 | 03月14日       | 音羽の猫     | 稲葉一広                | 村谷嘉則   |